# 埃伊爾迪爾湖
38°03′24″N 30°51′58″E / 38.05667°N 30.86611°E

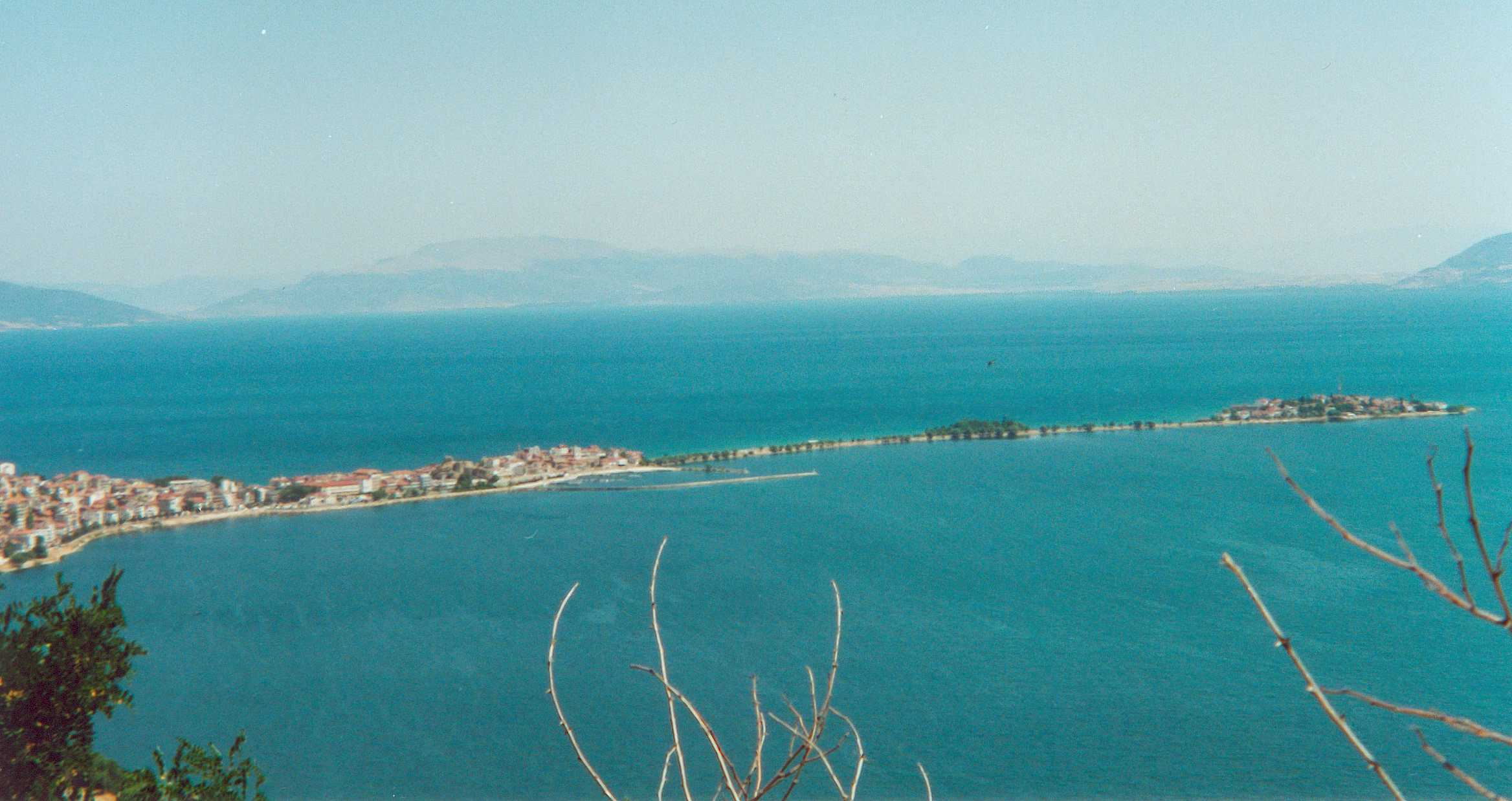

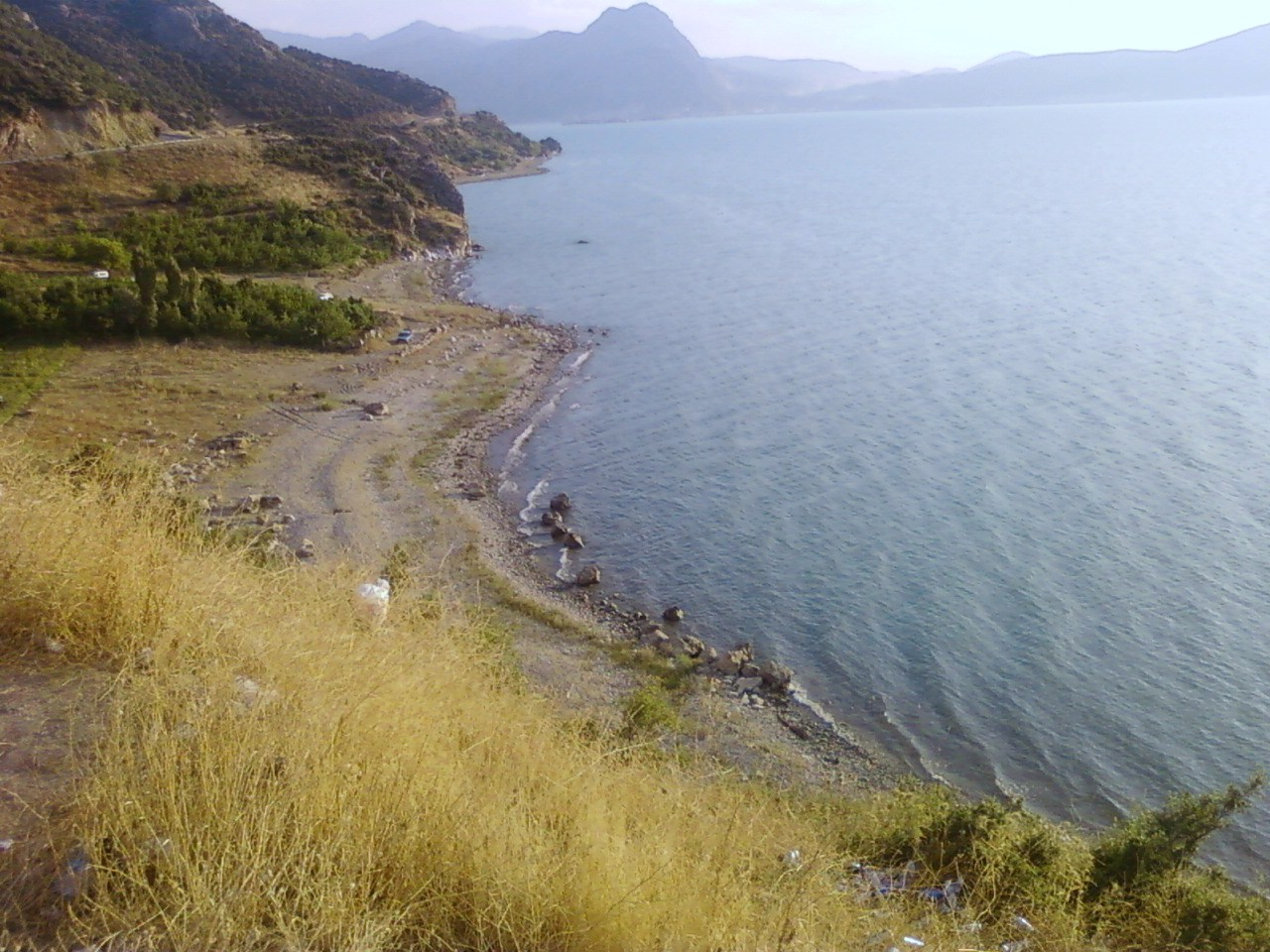

埃伊爾迪爾湖（土耳其語：Eğirdir Gölü）是土耳其的湖泊，位於安塔利亞以北186公里，長50公里、寬5公里，面積482平方公里，是該國第四大湖泊，海拔高度917米，平均水深14米，最大水深16.5米。

## 外部連結
- EğirdirTurkey.com
- Eğirdir Guide and Photo Album （页面存档备份，存于）